# Presidio de San Francisco
El Presidio de San Francisco (originalmente, El Presidio Real de San Francisco; en inglés: Royal Presidio of San Francisco) es un parque situado en la punta norte de la península de San Francisco, en San Francisco (California) y dentro del Área de Recreo Nacional Golden Gate. 

## Historia
Históricamente fue una zona fortificada desde que en 1776 los españoles hicieran de él su centro militar para su expansión en la zona. Bajo la jurisdicción del presidio se encontraban las poblaciones misionales misiones de Santa Cruz, San José, Santa Clara, San Francisco, San Rafael y Solano, junto con el Pueblo de San José de Guadalupe).
Después pasó a manos mexicanas el 10 de noviembre de 1822 y, finalmente, propiedad de los Estados Unidos el 9 de julio de 1846 tras la batalla de Yerba Buena. Como parte del programa de reducción militar, el Congreso votó a favor del final del estatus militar del Presidio en 1989 y el 1 de octubre de 1994 fue transferido al Servicio Nacional de Parques, poniendo fin a 219 años de uso militar para comenzar una fase mixta de uso comercial y público. En 1996, el Congreso de los Estados Unidos creó el Trust del Presidio para administrar el 80 % del interior del parque, siendo el Servicio Nacional de Parques quien gestionase el 20 % restante.
El parque se caracteriza por sus amplias y frondosas zonas, colinas, un museo, un fuerte de ladrillos de la Guerra Civil y espectaculares vistas del puente Golden Gate, la bahía de San Francisco y el océano Pacífico. Fue reconocido Hito Histórico Nacional por el Congreso en 1962.